# Radosin
Radosin (cyr. Радосин) – wieś w Serbii, w okręgu pirockim, w gminie Babušnica. W 2011 roku liczyła 41 mieszkańców.